# Division nationale (Schach) 2005/06
Die Division nationale (Schach) 2005/06 war die höchste Spielklasse der luxemburgischen Mannschaftsmeisterschaft im Schach.
Meister wurde der Titelverteidiger De Sprénger Echternach. Aus der Promotion d'honneur waren Esch Rochade Reine und die zweite Mannschaft von Cercle d'échecs Dudelange aufgestiegen. Während Esch den Klassenerhalt erreichte, wäre Dudelanges zweite Mannschaft rein sportlich zusammen mit Cercle d'échecs Philidor Dommeldange-Beggen abgestiegen. Da allerdings zur kommenden Saison nur ein Aufsteiger aus der Promotion d'honneur gemeldet wurde und Dommeldange-Beggen auf den freien Startplatz verzichtete, blieb Dudelanges zweite Mannschaft in der Division nationale. Zu den gemeldeten Mannschaftskadern siehe Mannschaftskader der Division nationale (Schach) 2005/06.

## Modus
Das Turnier war unterteilt in eine Vorrunde und eine Endrunde. Die acht teilnehmenden Mannschaften spielten zunächst ein einfaches Rundenturnier. Die ersten Vier spielten im Poule Haute um den Titel, die letzten vier im Poule Basse gegen den Abstieg. Über die Platzierung entschied zunächst die Summe der Mannschaftspunkte (2 Punkte für einen Sieg, 1 Punkt für ein Unentschieden, 0 Punkte für eine Niederlage), anschließend die Zahl der Brettpunkte (3 Punkt für einen Sieg, 2 Punkte für ein Remis, 1 Punkt für eine  Niederlage, 0 Punkte für eine kampflose Niederlage). Für die Endplatzierung wurden sowohl die Punkte aus der Vorrunde als auch die Punkte aus der Endrunde berücksichtigt.

## Spieltermine
Die Wettkämpfe wurden ausgetragen am 2. und 23. Oktober, 13. und 27. November, 11. Dezember 2005, 15. und 29. Januar, 19. Februar, 12. und 26. März 2006.

## Vorrunde
Während sich Le Cavalier Differdange, Cercle d'échecs Dudelange und De Sprénger Echternach souverän für den Poule Haute qualifizierten, sicherte sich Gambit Bonnevoie erst in der letzten Runde den vierten Platz.

### Abschlusstabelle
| Pl. | Verein                                       | Sp | G | U | V | MP   | Brett-P. |
| --- | -------------------------------------------- | -- | - | - | - | ---- | -------- |
| 01. | Cercle d'échecs Dudelange I. Mannschaft      | 7  | 6 | 1 | 0 | 13:1 | 134      |
| 02. | De Sprénger Echternach (M)                   | 7  | 6 | 0 | 1 | 12:2 | 128      |
| 03. | Le Cavalier Differdange                      | 7  | 5 | 1 | 1 | 11:3 | 136      |
| 04. | Gambit Bonnevoie                             | 7  | 3 | 0 | 4 | 6:8  | 112      |
| 05. | Esch Rochade Reine (N)                       | 7  | 2 | 1 | 4 | 5:9  | 102      |
| 06. | Schachklub Turm a Sprénger Matt Schëffleng   | 7  | 2 | 1 | 4 | 5:9  | 95       |
| 07. | Cercle d'échecs Philidor Dommeldange-Beggen  | 7  | 1 | 0 | 6 | 2:12 | 100      |
| 08. | Cercle d'échecs Dudelange II. Mannschaft (N) | 7  | 1 | 0 | 6 | 2:12 | 87       |

### Entscheidungen
|     | Teilnehmer am Poule Haute: Cercle d'échecs Dudelange I. Mannschaft, De Sprénger Echternach, Le Cavalier Differdange, Gambit Bonnevoie                                            |
|     | Teilnehmer am Poule Basse: Esch Rochade Reine, Schachklub Turm a Sprénger Matt Schëffleng, Cercle d'échecs Philidor Dommeldange-Beggen, Cercle d'échecs Dudelange II. Mannschaft |
| (M) | Meister der letzten Saison |
| (N) | Aufsteiger der letzten Saison |

### Kreuztabelle
| Ergebnisse | Ergebnisse                                  | 01. | 02. | 03. | 04. | 05. | 06. | 07. | 08. |
| ---------- | ------------------------------------------- | --- | --- | --- | --- | --- | --- | --- | --- |
| 01.        | Cercle d'échecs Dudelange I. Mannschaft     |     | 19  | 16  | 17  | 22  | 20  | 18  | 22  |
| 02.        | De Sprénger Echternach                      | 13  |     | 18  | 19  | 17  | 22  | 18  | 21  |
| 03.        | Le Cavalier Differdange I. Mannschaft       | 16  | 14  |     | 18  | 21  | 22  | 22  | 23  |
| 04.        | Gambit Bonnevoie                            | 15  | 13  | 14  |     | 18  | 20  | 13  | 19  |
| 05.        | Esch Rochade Reine                          | 10  | 15  | 11  | 14  |     | 16  | 18  | 18  |
| 06.        | Schachklub Turm a Sprénger Matt Schëffleng  | 12  | 10  | 9   | 12  | 16  |     | 17  | 19  |
| 07.        | Cercle d'échecs Philidor Dommeldange-Beggen | 14  | 14  | 10  | 19  | 14  | 15  |     | 14  |
| 08.        | Cercle d'échecs Dudelange II. Mannschaft    | 9   | 11  | 9   | 13  | 14  | 13  | 18  |     |

## Endrunde

### Poule Haute
Dudelange (13:1 Punkte), Echternach (12:2 Punkte) und Differdange (11:3 Punkte) lagen nach der Vorrunde dicht zusammen. Nachdem Dudelange und Echternach in den beiden ersten Runden gewannen, fiel die Entscheidung im direkten Vergleich in der letzten Runde. Echternach gewannen und verteidigte damit den Titel.

#### Abschlusstabelle
| Pl. | Verein                                  | Sp | G | U | V | MP   | Brett-P. |
| --- | --------------------------------------- | -- | - | - | - | ---- | -------- |
| 01. | De Sprénger Echternach (M)              | 10 | 9 | 0 | 1 | 18:2 | 187      |
| 02. | Cercle d'échecs Dudelange I. Mannschaft | 10 | 8 | 1 | 1 | 17:3 | 185      |
| 03. | Le Cavalier Differdange                 | 10 | 5 | 1 | 4 | 11:9 | 179      |
| 04. | Gambit Bonnevoie                        | 10 | 4 | 0 | 6 | 8:12 | 149      |

#### Entscheidungen
|     | Luxemburgischer Meister: De Sprénger Echternach |
| (M) | Meister der letzten Saison                      |

#### Kreuztabelle
| Ergebnisse | Ergebnisse                              | 01. | 02. | 03. | 04. |
| ---------- | --------------------------------------- | --- | --- | --- | --- |
| 01.        | De Sprénger Echternach                  |     | 21  | 17  | 21  |
| 02.        | Cercle d'échecs Dudelange I. Mannschaft | 11  |     | 19  | 21  |
| 03.        | Le Cavalier Differdange                 | 15  | 13  |     | 15  |
| 04.        | Gambit Bonnevoie                        | 9   | 11  | 17  |     |

### Poule Basse
Vor der letzten Runde war die Abstiegsfrage entschieden.

#### Abschlusstabelle
| Pl. | Verein                                       | Sp | G | U | V | MP    | Brett-P. |
| --- | -------------------------------------------- | -- | - | - | - | ----- | -------- |
| 05. | Schachklub Turm a Sprénger Matt Schëffleng   | 10 | 4 | 2 | 4 | 10:10 | 147      |
| 06. | Esch Rochade Reine (N)                       | 10 | 4 | 1 | 5 | 9:11  | 152      |
| 07. | Cercle d'échecs Philidor Dommeldange-Beggen  | 10 | 2 | 1 | 7 | 5:15  | 149      |
| 08. | Cercle d'échecs Dudelange II. Mannschaft (N) | 10 | 1 | 0 | 9 | 2:18  | 126      |

#### Entscheidungen
|     | Absteiger in die Promotion d'honneur: Cercle d'échecs Philidor Dommeldange-Beggen |
| (N) | Aufsteiger der letzten Saison                                                     |

#### Kreuztabelle
| Ergebnisse | Ergebnisse                                  | 05. | 06. | 07. | 08. |
| ---------- | ------------------------------------------- | --- | --- | --- | --- |
| 05.        | Schachklub Turm a Sprénger Matt Schëffleng  |     | 16  | 16  | 20  |
| 06.        | Esch Rochade Reine                          | 14  |     | 17  | 19  |
| 07.        | Cercle d'échecs Philidor Dommeldange-Beggen | 16  | 15  |     | 18  |
| 08.        | Cercle d'échecs Dudelange II. Mannschaft    | 12  | 13  | 14  |     |

## Die Meistermannschaft
| 1.            | De Sprénger Echternach |
| Schachfiguren | Gerhard Schebler, Daniel Hausrath, Michael Wiedenkeller, Serge Brittner, Claude Wagener, Axel Doison, Paul Oberweis, Paul Corbin, Thomas Pähtz, Elisabeth Pähtz, Ludger Körholz, Michael Trauth, Boris Prizker, Ralf Pollock, Hans-Hubert Sonntag. |